# Coptotermocola clavicornis
Coptotermocola clavicornis es una especie de escarabajo del género Coptotermocola, de la familia Staphylinidae, orden Coleoptera. Fue descrita por Kanao, Eldredge & Maruyama en 2012.

## Descripción
Mide 2 mm de longitud. Es de color marrón rojizo y cabeza oscura.

## Distribución y hábitat
Se distribuye por Malasia. Habita en troncos en descomposición.